# Архон
Архон из Эгиры (др.-греч. Αρχων) — древнегреческий политический деятель. Трижды (в 184—183, 172—171 и 170—169 годах до н. э.) занимал должность стратега Ахейского союза. Входил в состав умеренной партии Ликорта, выступавшей за независимость и суверенную политику Ахейского союза.